# Юниорская сборная США по хоккею с шайбой
Юниорская сборная США по хоккею с шайбой (англ. USA Hockey National Team Development Program) — национальная юниорская команда, которая представляет США на чемпионате мира среди игроков до 18 лет. Основана в 1996 году. Помимо участия в международных турнирах, целью создания сборной является выявление и развитие талантливых игроков в возрасте до 18 лет. 
Для подготовки юных хоккеистов на клубном уровне сборная разделена на две команды: в возрасте до 17 (главный тренер Дэнтон Коул) и до 18 лет (главный тренер Дон Гранато), — которые выступают в Хоккейной лиге США. С 1999 по 2010 год команды принимали участие в соревновании Североамериканской хоккейной лиги. Для команды в возрасте до 18 лет также предусмотрены проведение игр против соперников из I и III дивизионов Национальной ассоциации студенческого спорта. В отличие от других команд, сборная не ставит перед собой задачу выиграть как можно больше наград. Её главная цель — развитие навыков и приобретение опыта юными игроками. Среди хоккеистов, начавших своё становление в сборной, четверо на драфте НХЛ были выбраны под общим первым номером: Рик Дипьетро (в 2000 году клубом «Нью-Йорк Айлендерс»), Эрик Джонсон (в 2006 году — «Сент-Луис Блюз») , Патрик Кейн (в 2007 году — «Чикаго Блэкхокс») и Джек Хьюз (в 2019 году — «Нью-Джерси Девилз»). Всего за время существования программы 261 хоккеист, принимавший участие в ней, был задрафтован в разных раундах клубами из сильнейшей североамериканской лиги.
На международном уровне сборная десять раз становилась победителем первенства планеты среди игроков до 18 лет, трижды выигрывала серебряные медали и один раз стала бронзовым призёром.

## Достижения

### Международные турниры
| Год                                                        | Достижение                                   |
| ---------------------------------------------------------- | -------------------------------------------- |
| 2002, 2005, 2006, 2009, 2010, 2011, 2012, 2014, 2015, 2017 | Победитель юниорского чемпионата мира        |
| 2004, 2007, 2013, 2018, 2024                               | Серебряный призёр юниорского чемпионата мира |
| 2008, 2016, 2019, 2025                                     | Бронзовый призёр юниорского чемпионата мира  |